# 科拉爾 (智利)

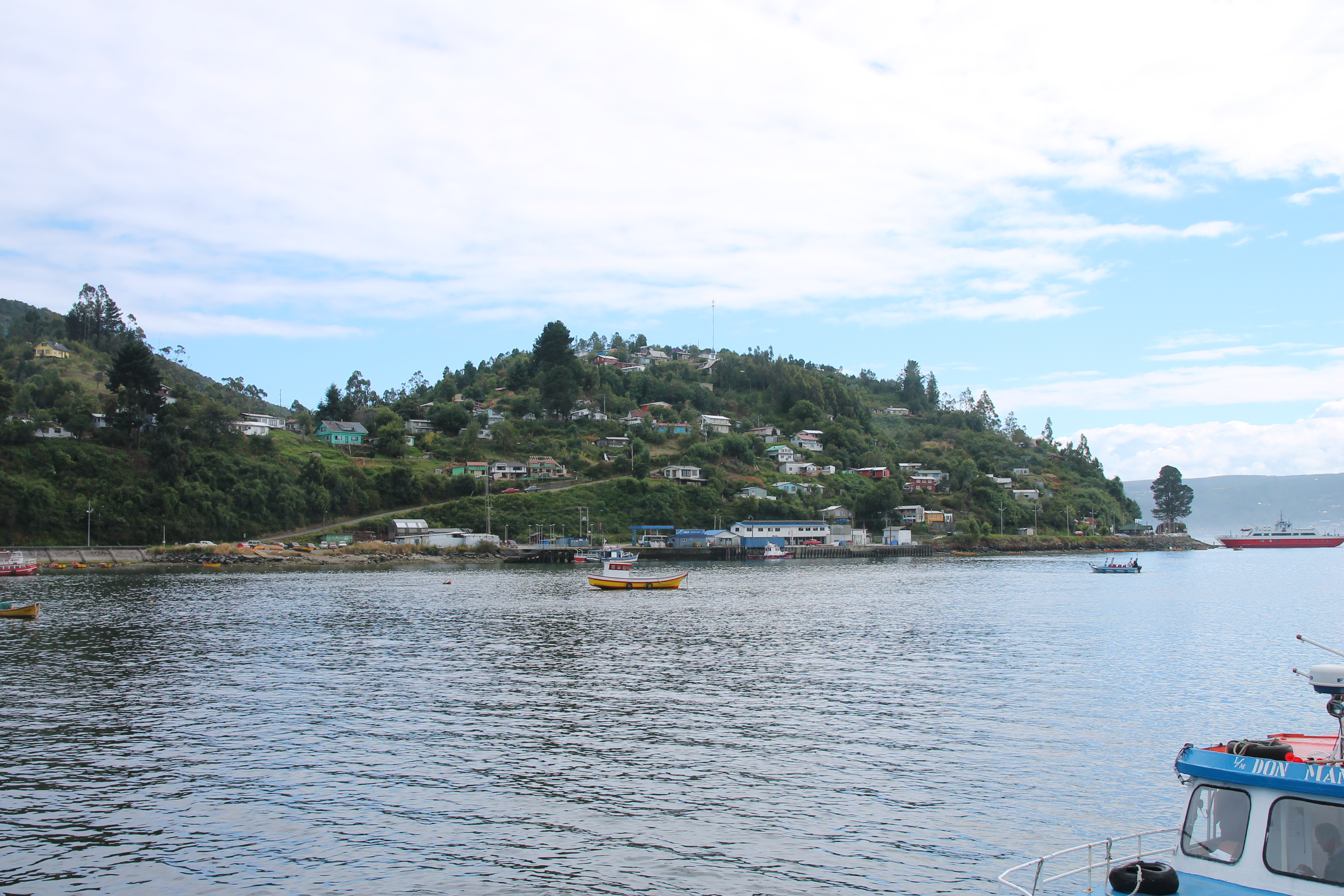

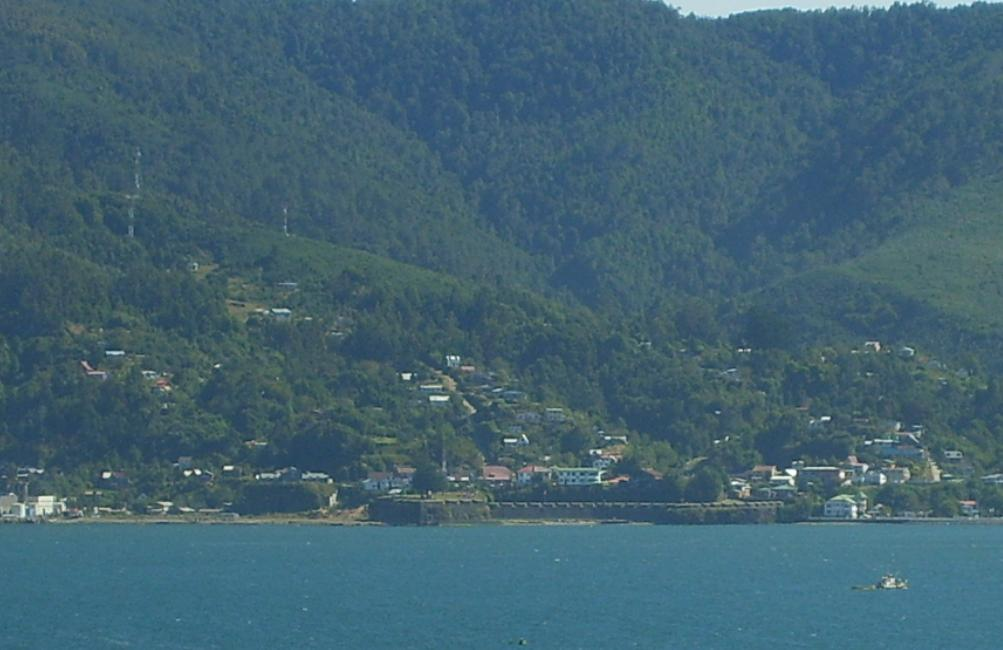

科拉爾是智利的城鎮，位於該國中南部，由河大區的瓦爾迪維亞省負責管轄，面積766平方公里，2002年人口5,463，人口密度每平方公里7.1人。

## 外部連結
- （西班牙文） Municipality of Corral （页面存档备份，存于）